# Il Convegno

Enzo Ferrieri, direttore della rivista

Il Convegno è stato un periodico mensile, dedicato alla letteratura, alle arti e allo spettacolo, fondato a Milano nel 1920 (il primo numero porta la data del 1º febbraio) dal regista, giornalista e sceneggiatore Enzo Ferrieri.

La rivista cessò le pubblicazioni, dopo 239 fascicoli, con il numero di dicembre 1939.
Di carattere prevalentemente antologico, Il Convegno, unitamente con il circolo omonimo situato nello storico edificio Gallarati Scotti di via Borgospesso, divenne nel periodo tra le due guerre un rilevante punto d'incontro nel dibattito culturale milanese. Tra i principali animatori del periodico, oltre a Ferrieri che s'interessò a temi dello spettacolo e del teatro, troviamo lo scrittore Carlo Linati che curò principalmente la parte letteraria con una specifica attenzione alla letteratura anglosassone, il giornalista Bruno Roghi e il compositore  e pianista Alfredo Casella contribuirono agli articoli dedicati alla musica. Sei fascicoli, negli anni 1933-34, furono dedicati alle arti cinematografiche.
Nelle pagine del mensile furono pubblicati autori di rilievo della letteratura italiana. Tra i più noti si possono citare i poeti Eugenio Montale, Clemente Rebora e Giuseppe Ungaretti; gli scrittori Dino Buzzati, Vitaliano Brancati, Giovanni Comisso e Guido Piovene. Tra gli autori europei troviamo Gabriel Fauré, Garcia Lorca, Albert Thibaudet, Paul Valéry. Numeri monografici con traduzione dei testi furono dedicati a James Joyce, Franz Kafka, Thomas Mann e al poeta tedesco Rainer Maria Rilke.